# 1953年逝世人物列表
1953年逝世人物列表：1月 - 2月 - 3月 - 4月 - 5月 - 6月 - 7月 - 8月 - 9月 - 10月 - 11月 - 12月
下面是1953年逝世的知名人士列表。

## 1月

### 1日
- 漢克·威廉斯，美國創作歌手和音樂家[1]

### 2日
- 古馳奧·古馳，古馳創始人

### 4日
- 亞瑟·霍伊特，美國演員
- 秩父宮雍仁親王，日本王子

### 8日
- 查尔斯·爱德华·梅里亚姆，美國政治學家

### 28日
- 詹姆斯·斯卡林，澳大利亞第9任總理

### 29日
- 雷金納德·溫蓋特，英國陸軍將軍和殖民地行政長官

### 30日
- 萊昂內爾·貝爾摩，英國演員

## 2月

### 2日
- 艾倫·柯蒂斯，美國演員

### 5日
- 尤利烏·馬紐，羅馬尼亞第32任總理

### 9日
- 塞西爾·赫普沃斯，英國導演

### 12日
- 哈爾·科爾巴奇，澳大利亞政治家

### 16日
- 詹姆斯·克拉夫特，加拿大裔美國企業家、發明家[2]

### 19日
- 近藤信竹，日本海軍上將

### 20日
- 法蘭切斯科·薩維里奧·尼蒂，義大利經濟學家和政治人物，義大利第24任總理

### 21日
- 康拉德·克拉夫特·馮·德爾門辛根，巴伐利亞將軍

### 24日
- 格特·馮·倫德施泰特，德國陸軍元帥

### 25日
- 谢尔盖·尼古拉耶维奇·维诺格拉茨基，俄羅斯科學家

### 27日
- 保羅·赫斯特，美國演員

## 3月

### 2日
- 吉姆·莱特博迪，美國中長跑運動員

### 3日
- 詹姆斯·傑弗里斯，美國拳擊冠軍

### 5日
- 赫爾曼·曼凱維奇，美國作家和製片人
- 谢尔盖·普罗科菲耶夫，蘇聯和俄羅斯作曲家
- 约瑟夫·斯大林，蘇聯領導人

### 7日
- 愛德華·塞奇威克，美國導演

### 13日
- 約翰·萊多納，愛沙尼亞陸軍總司令

### 14日
- 克莱门特·哥特瓦尔德，捷克斯洛伐克第五任總統

### 15日
- 卡爾·斯托克代爾，美國演員

### 20日
- 格拉西利亞諾·拉莫斯，巴西作家

### 21日
- 托妮·沃爾夫，瑞士精神分析學家

### 22日
- 古斯塔夫·赫格洛茨，德國數學家[3]

### 23日
- 拉乌尔·杜菲，法國畫家
- 奧斯卡·盧茨，愛沙尼亞作家和劇作家

### 24日
- 特克的玛丽，英國喬治五世的配偶
- 保羅·庫圖里爾，法國牧師

### 28日
- 吉姆·索普，美國原住民運動員、奧運獎牌得主、職業棒球運動員和職業足球名人堂成員

### 31日
- 伊萬·列別傑夫，俄羅斯演員

## 4月

### 2日
- 让·爱泼斯坦，法國電影導演
- 雨果·斯佩爾，德國陸軍元帥

### 4日
- 羅馬尼亞國王卡羅爾二世
- 拉柴爾德，法國作家

### 9日
- 汉斯·赖兴巴赫，德國哲學家
- 斯坦尼斯瓦夫·沃伊切霍夫斯基，波蘭共和國第二任總統

### 11日
- 鲍里斯·基德里奇，斯洛維尼亞第一任總理
- 吉德·尼科爾斯，美國棒球運動員和美國職業棒球大聯盟名人堂成員

### 12日
- 萊昂內爾·洛格，澳大利亞言語和語言治療師

### 27日
- 莫德·貢訥，英國出生的愛爾蘭共和革命家、回憶錄作家；約翰·麥克布萊德的配偶

### 29日
- 愛麗絲·普林，法國藝術家模特

## 5月

### 1日
- 埃弗雷特·希恩，美國畫家[4]

### 5日
- R.K.尚穆卡姆·切蒂，印度法學家、經濟學家[5]

### 16日
- 尼古拉·拉德斯庫，羅馬尼亞軍官和政治家，羅馬尼亞第45任總理[6]
- 姜戈·萊因哈特，比利時爵士音樂家[7]

### 19日
- 达马索·贝伦格尔，西班牙將軍和首相[8]

### 21日
- 恩斯特·策梅洛，德國邏輯學家和數學家[9]

### 30日
- 杜利·威爾遜，美國演員[10]

### 31日
- 弗拉基米爾·塔特林，蘇聯和俄羅斯畫家和建築師[11]

## 6月

### 1日
- 亞歷克斯·詹姆斯，蘇格蘭足球運動員

### 5日
- 威廉·法納姆，美國演員
- 比尔·蒂尔登，美國網球冠軍
- 羅蘭·楊，英國演員

### 9日
- 戈弗雷·蒂爾，美國演員

### 18日
- 勒內·豐克，法國飛行員，第一次世界大戰盟軍飛行王牌

### 19日
- 羅森堡夫婦，美國共產主義間諜（同日被處決）
- 诺曼·罗斯，美國奧運游泳運動員

### 23日
- 阿尔伯特·格列兹，法國藝術家和理論家

### 30日
- 艾爾莎·貝斯科，瑞典作家和兒童讀物插畫家

## 7月

### 9日
- 安妮·甘迺，英國工人階級女權主義者

### 11日
- 奥利弗·坎贝尔，美國網球運動員

### 12日
- 赫伯特·羅林森，英國演員

### 15日
- 約翰·克利斯蒂，英國連環殺手（絞死）

### 16日
- 希莱尔·贝洛克，法國出生的英國作家和歷史學家

### 17日
- 莫德·亚当斯，美國女演員

### 20日
- 海地第30任總統杜馬賽斯·埃斯蒂梅

### 26日
- 尼古拉斯·普拉斯蒂拉斯，希臘將軍兼總理

### 29日
- 理查·皮爾斯，紐西蘭飛機先驅

### 31日
- 罗伯特·A·塔夫脱，美國政治家，美國參議院多數党領袖

## 8月

### 1日
- 賈尼斯·門德里克斯，蘇聯羅馬天主教神父

### 11日
- 塔齐奥·努沃拉里，義大利賽車手

### 15日
- 路德维希·普朗特，德國物理學家

### 22日
- 吉姆·塔博爾，美國棒球運動員

### 30日
- 加埃塔諾·梅羅拉，義大利指揮家
- 莫裡斯·尼科爾，英國精神病學家

## 9月

### 2日
- 喬納森·溫萊特，美國將軍和榮譽勳章獲得者

### 5日
- 理查·瓦爾特·達雷，納粹黨衛軍將軍
- 弗朗西斯·福特，美國演員和導演

### 7日
- 阿部信行，日本首相兼軍事領袖

### 8日
- 弗雷德·文森，美國首席大法官

### 12日
- 雨果·施邁瑟，德國武器設計師
- 路易斯·斯通，美國演員

### 15日
- 埃里希·门德尔松，德國建築師

### 24日
- 第17代阿爾巴公爵雅各·菲茨-詹姆斯·斯圖亞特，西班牙貴族

### 26日
- 徐悲鸿，中國画家、美术教育家

### 27日
- 漢斯·弗里切，德國納粹高級官員，紐倫堡審判中僅有的三名被無罪釋放的人之一

### 28日
- 愛德文·哈勃，美國天文學家

### 30日
- 羅伯特·莫斯利，英國舞臺和廣播演員
- 路易斯·弗萊·理查德森，英國數學家、物理學家、氣象學家、心理學家和和平主義者

## 10月

### 3日
- 阿诺德·巴克斯，英國作曲家

### 6日
- 波特·霍爾，美國演員

### 8日
- 奈傑爾·布魯斯，英國角色演員
- 凱薩琳·費里爾，英國女低音[12]

### 12日
- 哈爾瑪律·哈馬舍爾德，瑞典政治家，瑞典第13任首相，第一次世界大戰領導人之一

### 13日
- 米勒德·米切爾，美國演員

### 25日
- 霍爾格·佩德森，荷蘭語言學家

## 11月

### 8日
- 伊万·蒲宁，俄羅斯作家，諾貝爾獎獲得者
- 約翰·范梅勒，荷蘭出生的作家

### 9日
- 路易絲·德科文·鮑恩，美國慈善家和活動家
- 沙烏地阿拉伯國王阿卜杜勒-阿齐兹·本·阿卜杜拉赫曼·本·费萨尔·阿勒沙特
- 狄兰·托马斯，威爾士詩人和作家

### 16日
- 湯瑪斯·弗朗西斯·奧拉希利，愛爾蘭學者[13]

### 18日
- 露絲·克勞馥·西格，美國作曲家

### 22日
- 蘇萊曼·納德維，印度／巴基斯坦歷史學家、傳記作家、文學家和伊斯蘭教學者

### 27日
- 尤金·奥尼尔，美國作家、諾貝爾獎獲得者

### 28日
- 魯道夫·鮑爾，德國出生的畫家

### 29日
- 歐內斯特·巴恩斯，英國數學家、科學家和神學家
- 山姆·德格拉斯，加拿大演員
- 米爾特·格羅斯，美國漫畫插畫家和動畫師

### 30日
- 弗朗西斯·畢卡比亞，法國畫家和詩人

## 12月

### 2日
- 陈仲金，越南歷史學家、越南帝國總理[14]

### 5日
- 豪爾赫·內格雷特，墨西哥歌手和演員
- 雷·帕多克，美國農民和政治家

### 10日
- 阿卜杜拉·约素福·阿里，印度出生的伊斯蘭學者和翻譯家

### 14日
- 瑪喬麗·金南·羅林斯，美國作家

### 19日
- 羅伯特·安德魯斯·米利坎，美國物理學家、諾貝爾獎獲得者

### 23日
- 拉夫倫蒂·貝利亞，蘇聯內政部長

### 27日
- 苏克鲁·萨拉吉奥卢，土耳其第9任總理
- 朱利安·圖維姆，波蘭詩人

### 31日
- 阿爾伯特·普萊斯曼，荷蘭航空先驅